# Asociación de Desarrolladores de Ocio Interactivo Digital
La asociación de Desarrolladores de Ocio Interactivo Digital (DOID) es una asociación española sin ánimo de lucro formada por empresas, profesionales y personas afines al sector que tiene como objetivo ayudar a vertebrar el tejido empresarial de desarrollo de videojuegos en España.
Tiene en su haber el haber sido primera asociación de este tipo creada en España.

## Objetivos
DOID persigue los siguientes fines:
- Ayudar a los proyectos de los asociados a finalizarse satisfactoriamente.
- Proporcionar a los miembros soporte, información y formación sobre cómo conseguir financiación para crear empresas y cómo comercializar los juegos (marketing) de una forma efectiva. Dicho de otro modo, asesorar con información a sus miembros.
- Informar de todo lo que ocurre en España y el mundo en general, a nivel de desarrollo, tanto a otros desarrolladores como al público en general.
- Servir como vínculo de comunicaciones entre los diferentes estamentos de la Industria del Videojuego: Tiendas especializadas, prensa, distribuidores, editores y creadores.
- Servir como bolsa de trabajo.
- Crear cultura del videojuego.

## Actividades
Con objeto de alcanzar las metas anteriormente señaladas, la asociación realiza, entre otras, las siguientes actividades:
- Organizar un Congreso de Desarrolladores de Videojuegos anual a nivel estatal.
- Concienciar a universidades y demás medios docentes para poder formar profesionales, creando una “red de docencia de desarrollo”.
- Impartir cursos o ayudar a impartirlos dentro del sistema educativo.
- Crear documentos sobre las distintas facetas del desarrollo de videojuegos.
- Organizar reuniones como conferencias, reuniones de desarrolladores o eventos.
- Organizar exposiciones referentes a la cultura del ocio interactivo digital (también conocido como “videojuego”).
- Mantener una base de datos que incluya las obras que ha realizado cada compañía y enlazaría con un directorio de desarrolladores donde cada uno se registra incluyendo sus conocimientos, currículo y portafolio.
- Crear encuentros de distribuidores, editoriales y empresas.
- Acudir a las ferias como una asociación paraguas, intentando dar salida a los productos de los asociados.
- Organizar los Premios Desarrollador ES.
- Colaborar con asociaciones que tengan objetivos y zonas de ámbito territorial colindantes o parejas (DESEA, EDF, Adese, Igda, Aiju, etc).

## Hitos
En marzo de 2009 promueve junto con el Grupo Parlamentario Socialista una proposición no de ley para la promoción y el respaldo a la industria cultural del videojuego, con la que se reconoce oficialmente al videojuego como un ámbito fundamental de la creación y la industria cultural de España.
En abril de 2009 colabora con la campaña del Gobierno de España “Todos con Software Legal“. Una campaña para concienciar a la sociedad española de la necesidad de bajar la tasa de piratería.